# 밀크위드
밀크위드(Milkweed,학명 Asclepias)나무는 우유빛 액상의 수액으로 알려진 나무이다. 다년생, 개화 식물의 속으로 라텍스 성질로 분류 및 명명되며, 카르데놀라이드(cardenolide)라 불리는 카디악 글라이코사이드(강심배당체)를 함유하는 유백색 물질로 세포가 손상된 곳에서 흘러나와 배출된다. 대부분의 종은 주로 카데놀라이드의 존재로인해 인간과 그외 다른 많은 종에 독성이 있지만, 그러한 많은 식물과 마찬가지로 잎사귀 먹이를 주는 이러한 종 이외에  꽃꿀 또는 과즙 등에서 먹이가 되어주는 종들도 있다. 해당 계열 속은 아프리카, 북미 및 남미에 널리 분포 된 200종이 넘는 종이 포함되어 있다. 이것은 이전에 박주가리아과(Asclepiadaceae)에 속해 있었으며, 현재 협죽도과(Apocynaceae)의 하위과(Asclepiadoideae)로 분류되어있다.

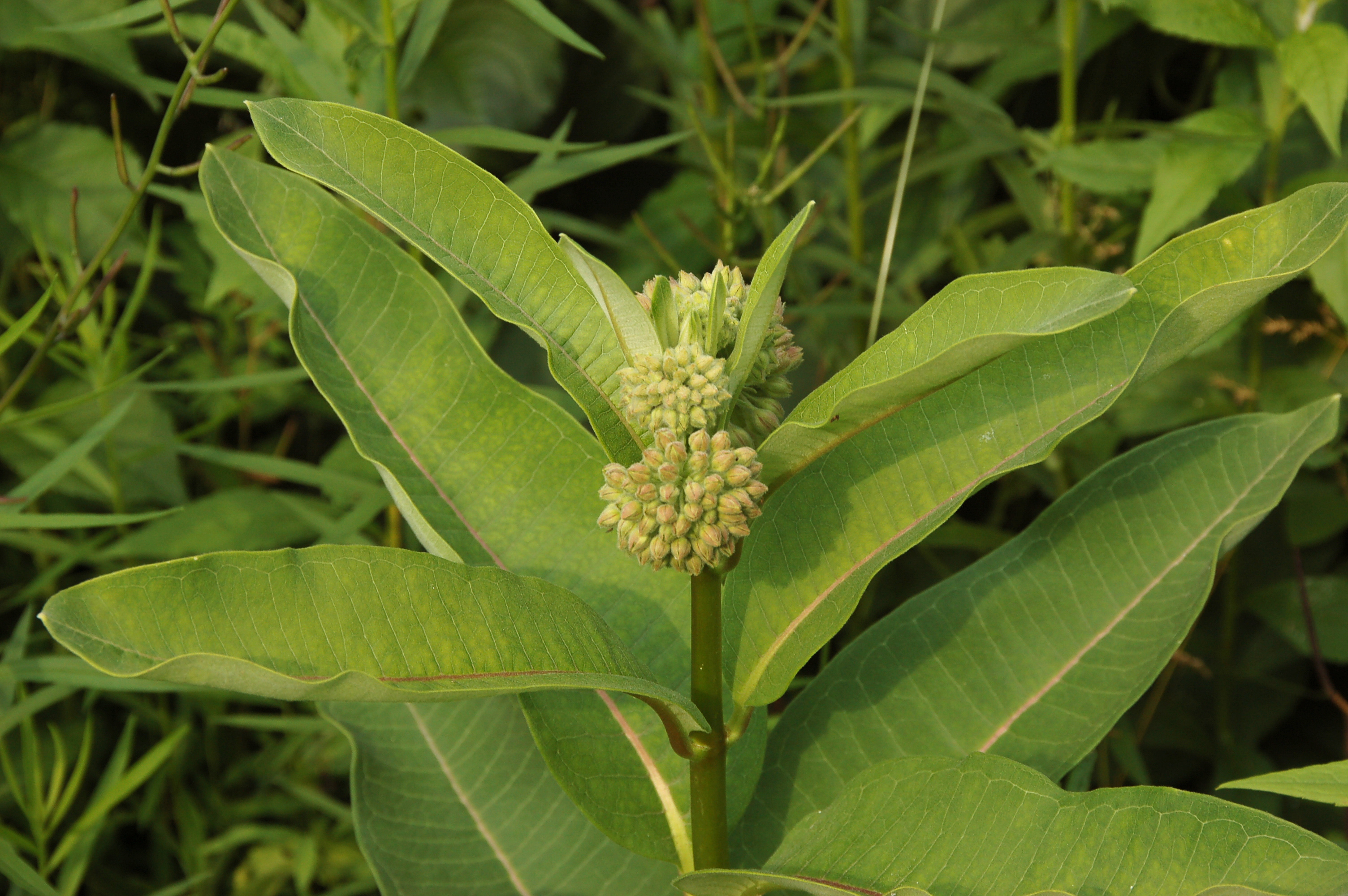

## 제왕나비의 반포식 전략
호랑나비가 산초나무의 피토케미컬중 독성의 피토케미컬을 몸에 축적해 사용하듯이 제왕나비는 밀크위드의 유액으로 독성을 애벌레 유충때부터 축적해 특수한 공격성(또는 방어력)을 확보할 수 있는 것으로 알려져있다. 이것은 피식자가 포식자에 대항하는 반포식 전략의 일종이다.

## 같이 보기
- 금관화
- 베이츠 의태와 뮐러 의태